# Pickhill
Pickhill är en ort i Storbritannien.   Den ligger i grevskapet North Yorkshire och riksdelen England, i den centrala delen av landet, 300 km norr om huvudstaden London. Pickhill ligger 22 meter över havet och antalet invånare är 411.
Terrängen runt Pickhill är platt. Runt Pickhill är det ganska tätbefolkat, med 120 invånare per kvadratkilometer. Närmaste större samhälle är Thirsk, 8,0 km öster om Pickhill. Trakten runt Pickhill består till största delen av jordbruksmark.